# شون كيمب
شون كيمب (بالإنجليزية: Shawn Kemp)‏ مواليد 26 نوفمبر 1969 في إلخارت، هو لاعب كرة سلة أمريكي سابق بدأ مسيرته الاحترافية في سنة 1989 وحمل الرقم 40 و4. اعتزل اللعب في 2003.

## الميداليات
| الميدالية | المسابقة                         |
| --------- | -------------------------------- |
| ذهبية     | بطولة كأس العالم لكرة السلة 1994 |

## روابط خارجية
- شون كيمب على موقع الاتحاد الدولي لكرة السلة (الإنجليزية)
- شون كيمب على موقع إن بي أي (الإنجليزية)
- شون كيمب على موقع سبورتس رفرنس (الإنجليزية)
- شون كيمب على موقع كرة السلة الأوروبية.كوم (الإنجليزية)
- شون كيمب على موقع ريلجم (الإنجليزية)
- شون كيمب على موقع بروبوليرز (الإنجليزية)